# Уелен
Уелен (на френски: Wellin) е селище в Южна Белгия, окръг Ньофшато на провинция Люксембург. Населението му е около 2900 души (2006).